# Овсовые
Овсовые — подтриба травянистых растений трибы  Мятликовые (Poeae) одноимённого семейства  Мятликовые (Poaceae), или Злаки.

## Роды
По данным NCBI, подтриба включает следующие роды:
- Amphibromus Nees
- Arrhenatherum P.Beauv.
- Avena L. — Овёс typus
- Avenula (Dumort.) Dumort.
- Cinna L. — Цинна
- Dielsiochloa Pilg.
- Gaudinia P.Beauv. — Гаудиния
- Graphephorum Desv.
- Helictochloa
- Helictotrichon Besser ex Roem. & Schult. — Овсец
- Koeleria Pers. — Тонконог
- Lagurus L. — Зайцехвостник
- Parafestuca E.B.Alexeev
- Peyritschia Trin.
- Rostraria Trin.
- Sphenopholis Scribner
- Trisetum Pers. — Трищетинник